# Ciechanów
Ciechanów [ʨɛˈxanuf] (russisch bis 1917 Tschechanow / Цеханув; deutsch 1939–1945 Zichenau, älter auch Zechenau) ist eine an der Łydynia, einem Nebenfluss der Wkra, gelegene Stadt in Polen in der Woiwodschaft Masowien nördlich von Warschau.

## Geschichte
Erste menschliche Spuren in der Gegend des heutigen Ciechanów lassen sich in die Zeit um 3000 v. Chr. datieren. Nach den archäologischen Funden stammen die ersten dauerhaften Siedlungen aus dem 7. Jahrhundert. Urkundlich erstmals erwähnt wurde ein Benediktinerkloster in Ciechanów im Jahr 1065. Die Pomoranen fielen 1180 in den Ort ein und verwüsteten ihn. Ein erneuter Überfall erfolgte 1222.
1349 wurde Ciechanów ein unabhängiges Herzogtum unter Kasimir I. (Masowien), welches bis zum Ende der Piasten 1526 existierte. Etwa 1355 begann der Bau der Burg Ciechanów. 1400 fand die offizielle Einweihung zur Stadt statt. Während des Krieges mit dem Deutschen Orden um 1409 wurde Ciechanów niedergebrannt. 1476 wurde die Stadt erneut ein Opfer der Flammen.
1526 endete die Herrschaft der Piasten und Ciechanów ging mit ganz Masowien an die Krone Polen. 1538 bestätigte König Sigismund der Alte die Privilegien der Stadt. Im selben Jahr wütete erneut ein Brand in Ciechanów. 1602 wurde der Ort von schweren Seuchen heimgesucht. Dies wiederholte sich zwischen 1616 und 1661 mehrfach.
1657 zerstörten die Schweden den Ort und die Burg so stark, dass nur noch 53 Häuser und etwa 400 Einwohner in der Siedlung verblieben. 1708 zerstörten die Schweden den Ort endgültig. Nur die Zuwanderung von Juden konnte die Existenz des nunmehr entvölkerten Ortes retten. Acht Jahre später wütete eine Cholera-Epidemie im Ort. 1793 wurde der Ort Sitz einer Woiwodschaft, die eine Fläche von etwa 10.000 km² umfasste, kam aber schon 1794 unter Dritten Teilung Polens unter preußische Herrschaft. Nach Preußens Niederlage in der Schlacht bei Jena und Auerstedt am 26. Juli 1806 wurde der Ort in das Herzogtum Warschau eingegliedert. 1808 hatte Ciechanów 1.359 Einwohner. Dreißig Jahre später waren es 2.932, 1865 schon 4.650.
Nach der Niederlage Napoleans gehörte Ciechanów zu Kongresspolen und damit zum russischen Reich. 1867 wurde die Stadt Sitz des Powiat Ciechanowski. 1877 wurde der Abschnitt Warschau–Mława der heutigen Bahnstrecke Warszawa–Gdańsk eröffnet und Ciechanów damit an das Eisenbahnnetz angeschlossen.
Im Ersten Weltkrieg fanden ab dem 10. September 1914, etwa zeitgleich mit dem Beginn der Schlacht an der Weichsel, und bis zum 16. Juli 1915 anhaltend teils schwere Gefechte in der Gegend von Ciechanów statt. Resultat waren schwere Zerstörungen und eine anschließende Cholera-Epidemie.
Nachdem es im Zweiten Weltkrieg von der Wehrmacht besetzt worden war, wurde Ciechanów Sitz des Regierungsbezirks Zichenau in Ostpreußen. Zugleich war es Kreisstadt vom Landkreis Zichenau und Sitz des Landgerichts Zichenau. In Zichenau befand sich für 15.600 Wehrmachtsangehörige das größte Lazarett der Wehrmacht.
Die deutsche Besatzungszeit bedeutete für die Einwohner Ciechanóws Zwangsarbeit und Verfolgung. Die jüdische Bevölkerung wurde enteignet, entrechnet und auf engstem Raum in einem Ghetto zusammengepfercht. Am 6. November 1942 wurde das Ghetto liquidiert, die Bewohner wurden ermordet oder in Konzentrationslager deportiert. Am 17. Januar 1945 besetzte die Rote Armee die Stadt.
1972 wurde in Ciechanów ein hyperbolischer Wasserturm errichtet. Nach einer Verwaltungsreform 1975 wurde die Stadt Sitz der Woiwodschaft Ciechanów und blieb es bis zur Gebietsreform 1998.

## Verkehr
Der Fernverkehrsbahnhof der Polskie Koleje Państwowe liegt an der Bahnstrecke Warschau–Danzig. Die Schmalspurbahnen Ciechanów–Grudusk und Ciechanów–Krasne sind stillgelegt.

## Sehenswürdigkeiten
- Burg Ciechanów, errichtet von 1399 bis 1429 von Janusz I. Starszy, dem damaligen Herzog von Masowien
- Rathaus Ciechanów, erbaut 1844 im neugotischen Stil an der Nordseite des Marktes gelegen nach dem Entwurf des Architekten Enrico Marconi.
- Museum des Masowischen Adels, Regionalmuseum von Ciechanów
- Kirche der Geburt der Heiligen Jungfrau Maria in Ciechanów, erbaut von 1511 bis 1525 im spätgotischen Stil
- Kirche Mariä Heimsuchung, erbaut im 16. Jahrhundert im spätgotischen Stil für den Augustinerorden
- Neugotischer Glockenturm auf dem Farska Góra von 1889
- Wasserturm, errichtet 1972

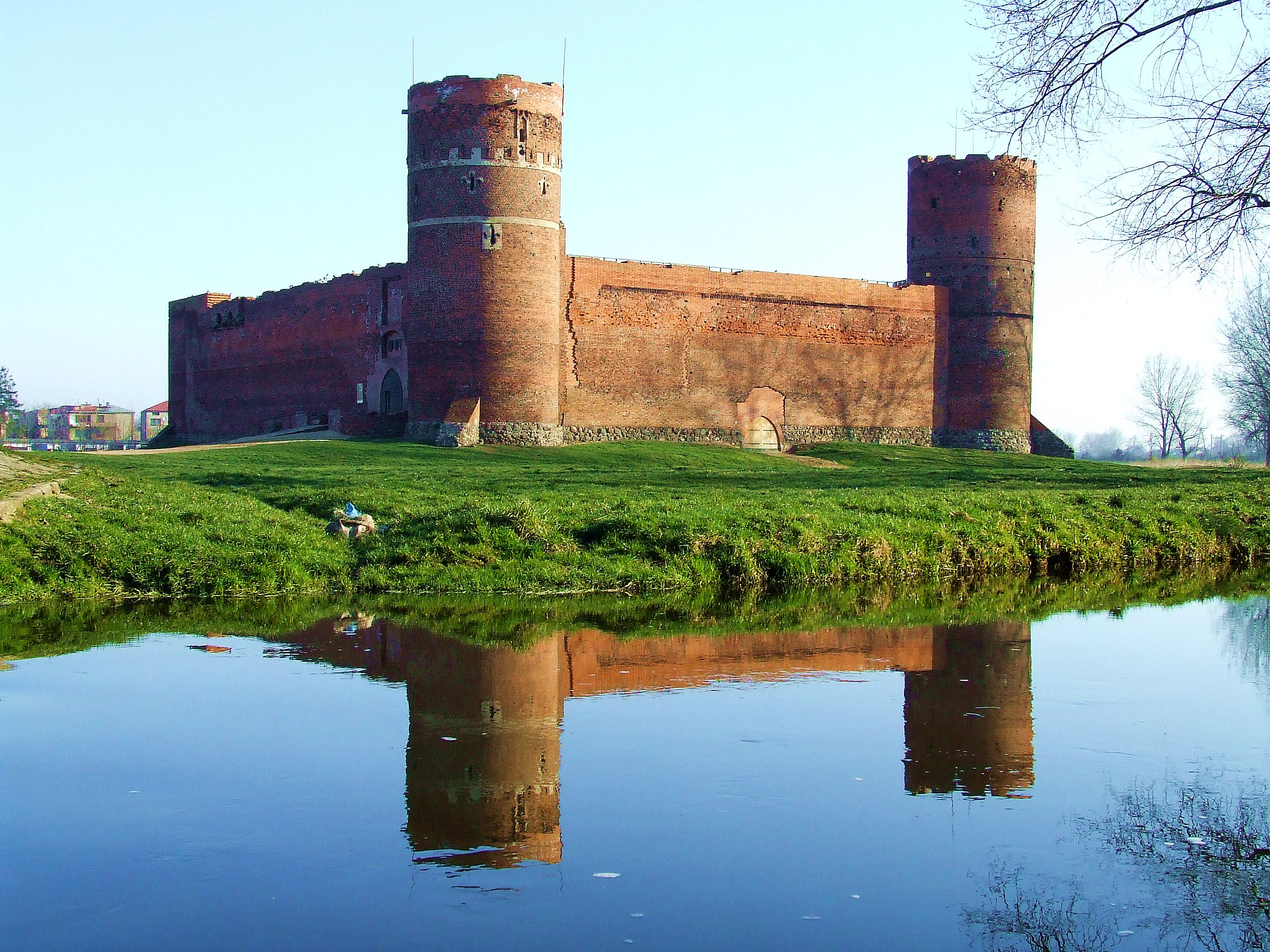
Burg der Herzöge von Masowien
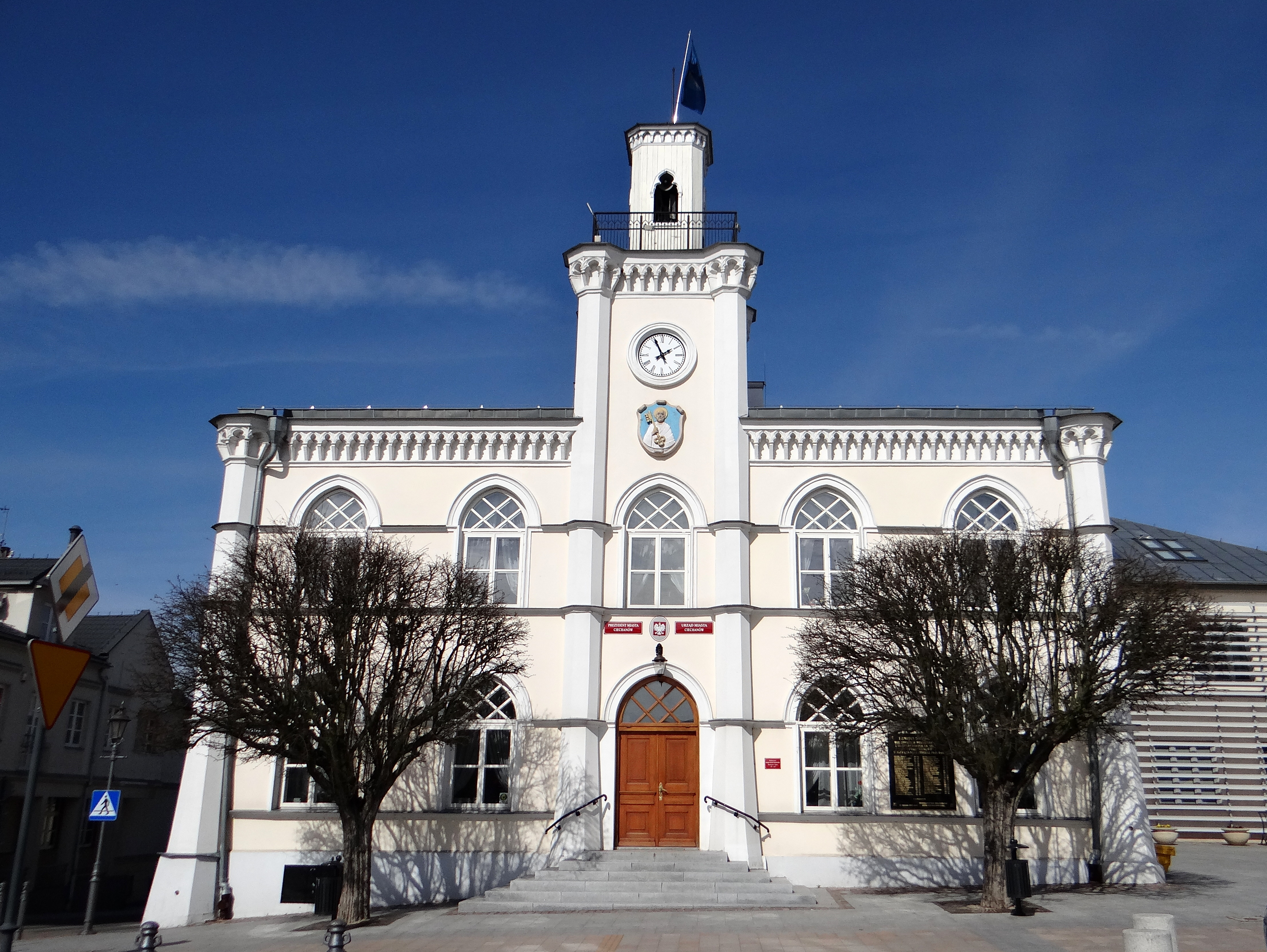
Rathaus
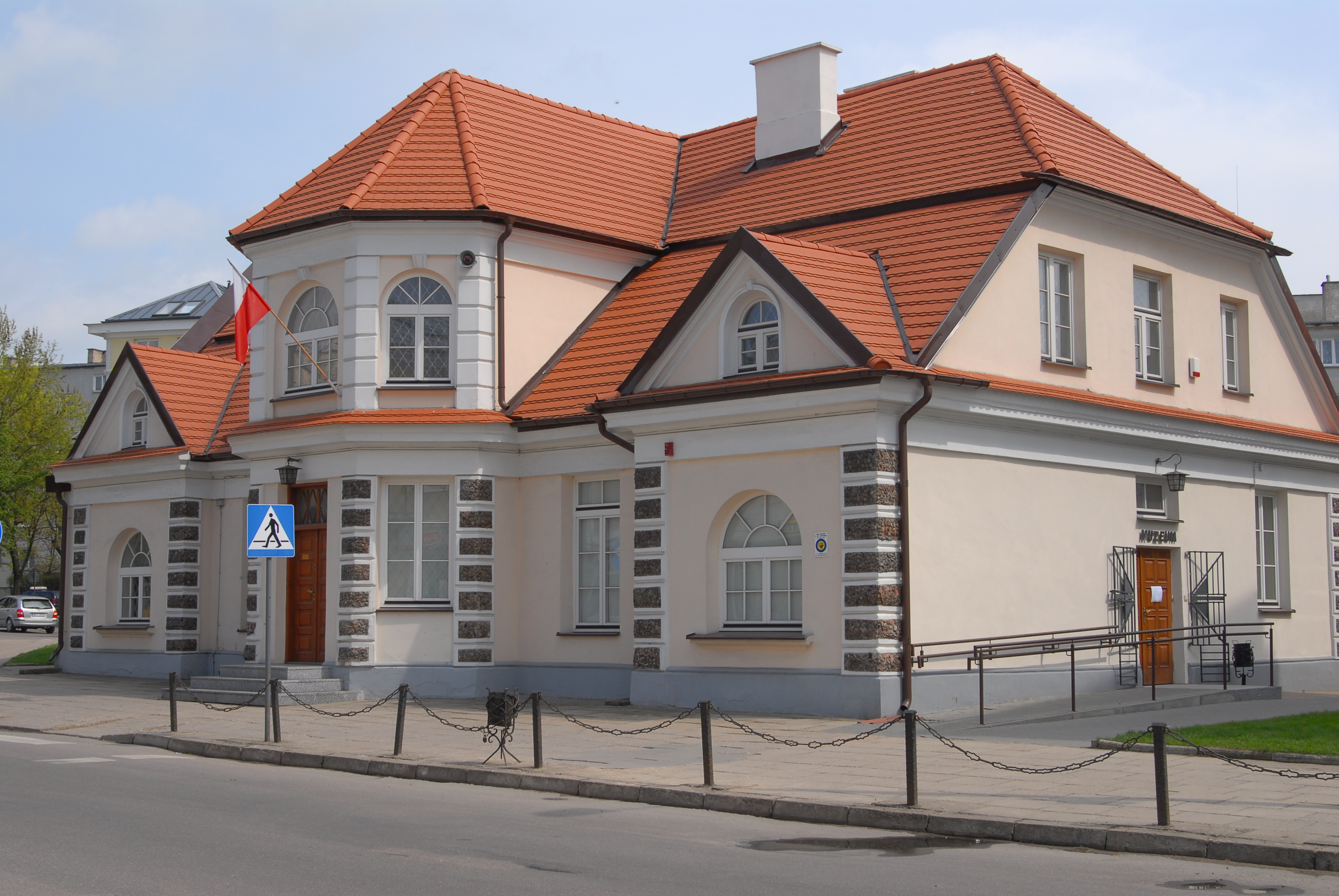
Museum des Masowischen Adels in Ciechanów
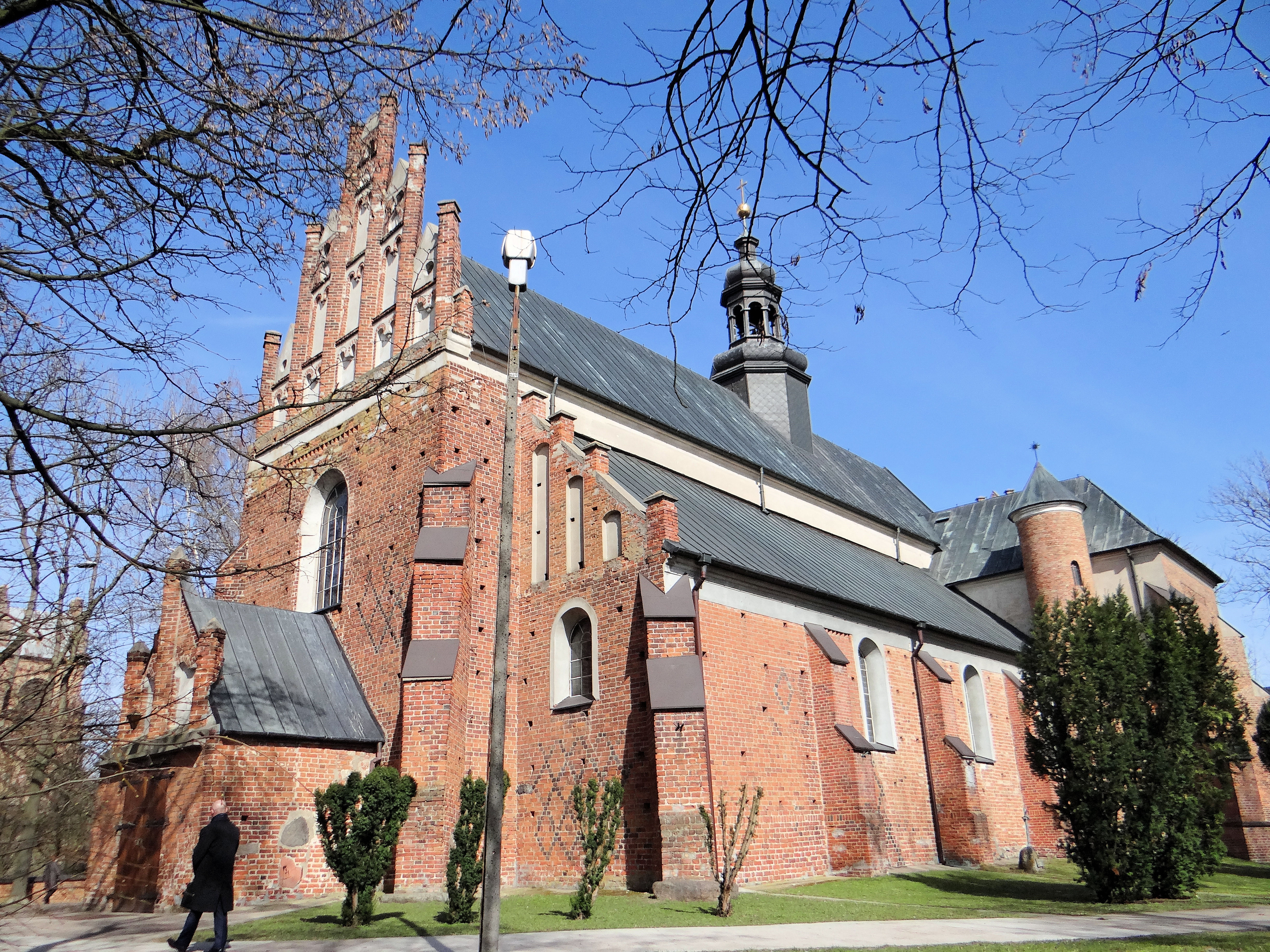
Kirche der Geburt der Heiligen Jungfrau Maria
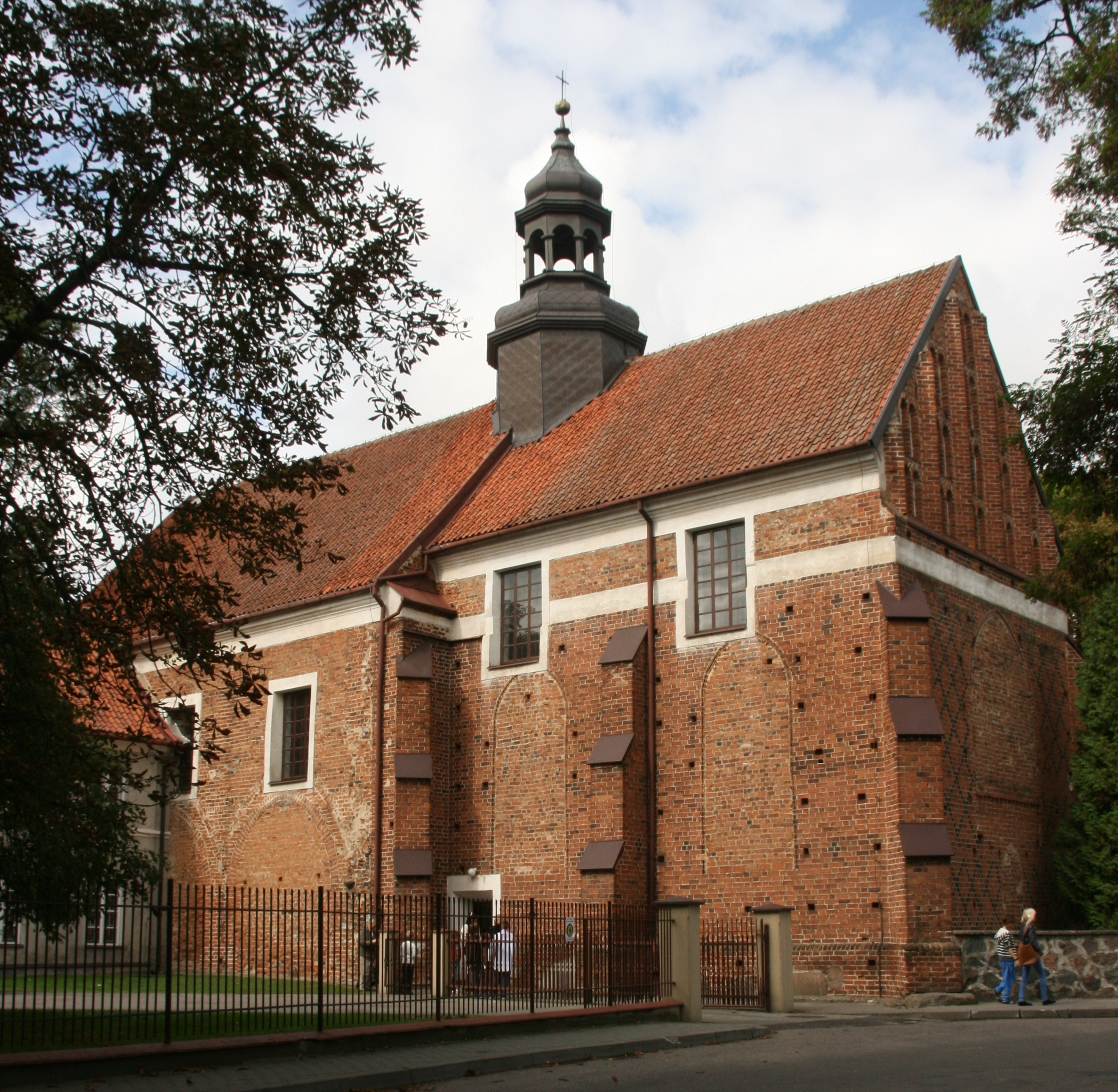
Kirche Mariä Heimsuchung
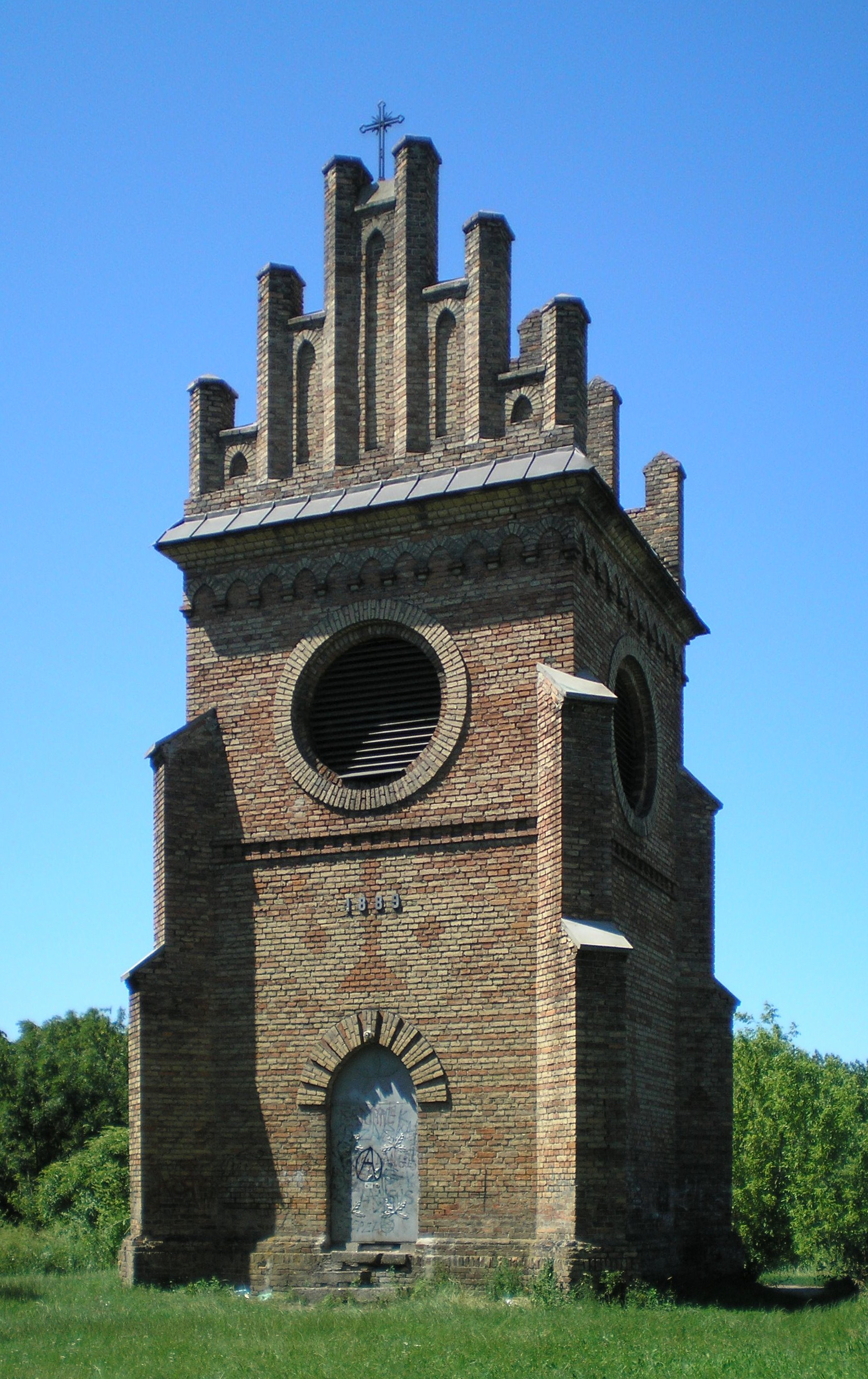
Glockenturm auf dem Farska Góra
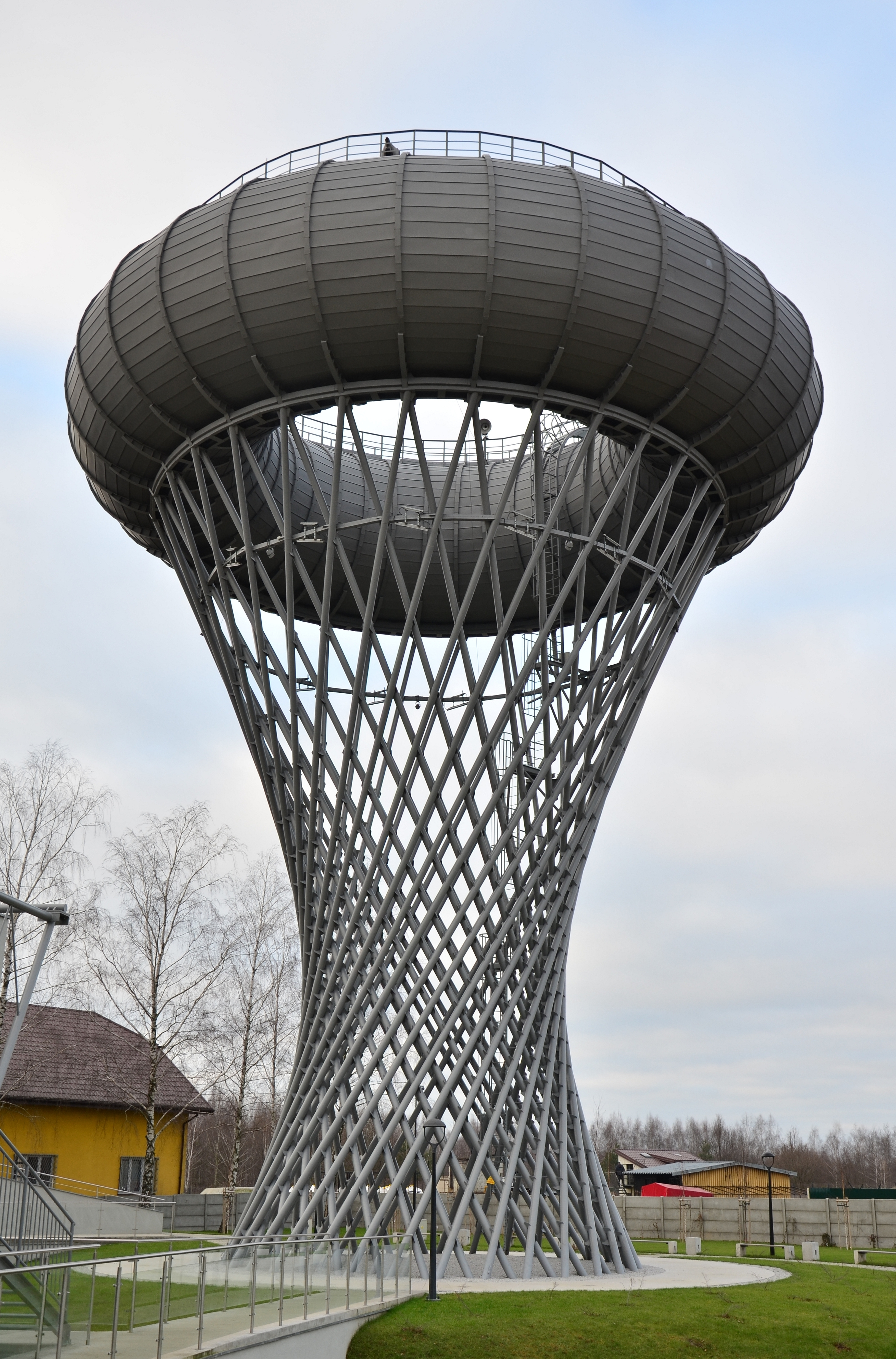
Wasserturm
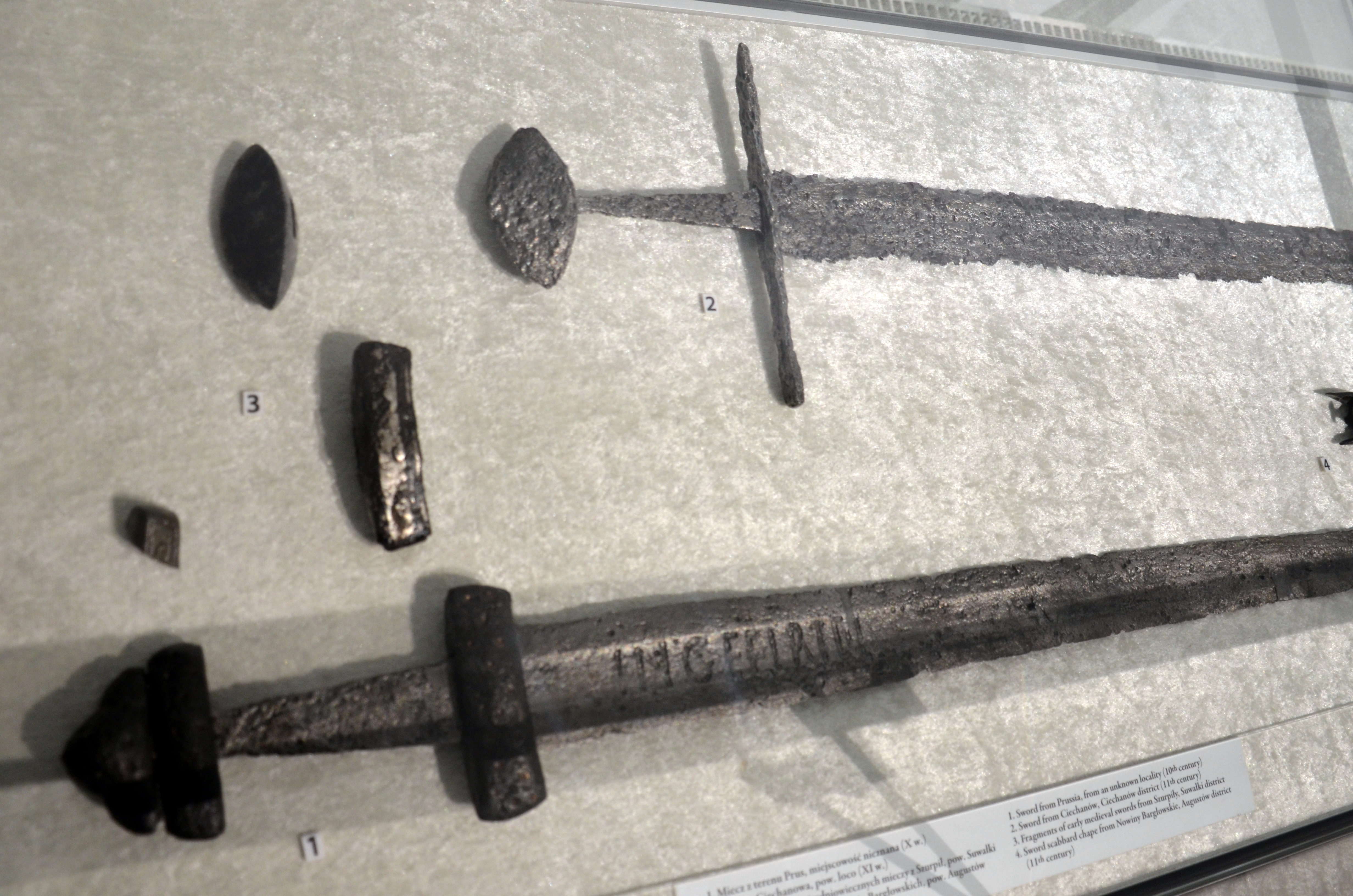
Ciechanów-Schwerter
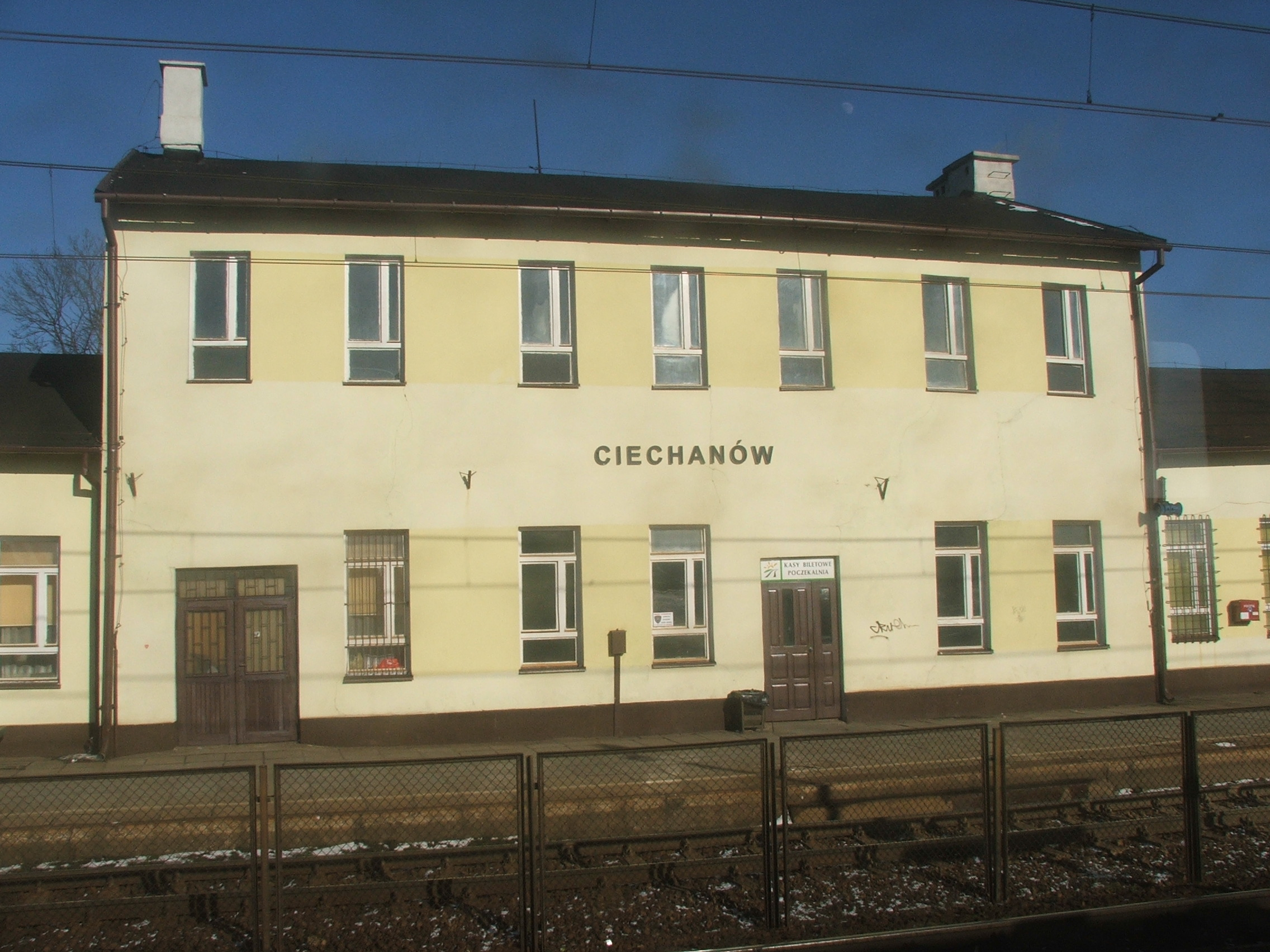
Bahnhof Ciechanow

## Gemeinde
Die Landgemeinde (gmina wiejska) Ciechanów sitzt in der Stadt Ciechanów, die aber nicht zu ihr gehört.

## Partnerstädte
- Chmelnyzkyj (Ukraine)
- Brezno (Slowakei)
- Haldensleben (Deutschland)
- Meudon (Frankreich)

## Söhne und Töchter der Stadt
- Ignacy Gogolewski (1931–2022), Theater- und Filmschauspieler
- Robert Kołakowski (* 1963), Politiker der Prawo i Sprawiedliwość
- Mirosław Milewski (* 1971), Bischof
- Wioletta Potępa (* 1980), Diskuswerferin
- Rózia Robota (1921–1945), hingerichtet wegen Teilnahme am bewaffneten Aufstand des jüdischen Sonderkommandos KZ Auschwitz-Birkenau
- Przemysław Krajewski (* 1987), Handballspieler
- Maciej Pilitowski (* 1990), Handballspieler
- Kuba Grabowski aka. Quebonafide (* 1991), Rapper
- Daniel Staniszewski (* 1997), Radsportler
- Alicja Szemplińska (* 2002), Popsängerin

## Persönlichkeiten, die mit der Stadt in Verbindung stehen
- Horst-Hildebrandt von Einsiedel (1904–1945), Landkommissar und Landrat zur Zeit der deutschen Besetzung
- Dorota Rabczewska (Doda (Elektroda)) (* 1984), polnische Sängerin
- Mieczysław Jagielski, ZK-Mitglied, Verhandlungsführer bei Lech Wałęsa
- Maria Konopnicka (1842–1910), polnische Dichterin
- Zygmunt Krasiński (1812–1859), romantischer Dichter
- Ignacy Mościcki (1867–1946), polnischer Wissenschaftler und Politiker
- Zbigniew Siemiątkowski (* 1957), ehemaliger Innenminister
- Aleksander Świętochowski (1849–1938), polnischer Schriftsteller
- Stefan Wesołowski (1908–2009), Urologe
- Stefan Żeromski (1864–1925), polnischer Schriftsteller